# Holothuria edulis
Holothuria edulis is een zeekomkommer uit de familie Holothuriidae.
De wetenschappelijke naam van de soort werd in 1830 gepubliceerd door René-Primevère Lesson.